# دانشگاه ایالتی پورتلند
دانشگاه ایالتی پورتلند (به انگلیسی: Portland State University) یک دانشگاه تحقیقاتی دولتی در شهر پورتلند واقع در ایالت اورگن آمریکا است که در سال ۱۹۴۶ میلادی بنیان‌گذاری شده‌است.
در سال ۲۰۰۴، دانشگاه ایالتی پورتلند به پاس هدیه ۸ میلیون دلاری یک ایرانی بنام دکتر فریبرز مسیح، دانشکده مهندسی خود را تحت عنوان کالج فریبرز مسیح بنام او گردانید.

## کالج مهندسی و علوم رایانه فریبرز مسیح
کالج مهندسی و علوم رایانه فریبرز مسیح (به انگلیسی: The Fariborz Maseeh College of Engineering and Computer Science) که به اختصار کالج مسیح نیز خوانده می‌شود، یک کالج از مجموع هفت کالج اصلی دانشگاه ایالتی پورتلند است. نام فعلی این کالج بر گرفته از نام یک مهندس ایرانی به نام فریبرز مسیح است که خود فارغ‌التحصیل رشته مهندسی سازه از همین دانشکده بوده‌است.
فریبرز مسیح در بهار سال ۲۰۰۴ به همراه دانیل برنشتاین مبلغ ۸ میلیون دلار به دانشگاه ایالتی پورتلند کمک کرد که از آن پس کالج علوم مهندسی و رایانه این دانشگاه به نام کالج فریبرز مسیح نامگذاری شد. او در سال ۲۰۱۲ نیز نزدیک به ۴ میلیون دلار دیگر به این دانشگاه کمک کرد که به گفته «ویم ویوئل» (به انگلیسی:Wim Wiewel) رئیس دانشگاه ایالتی پورتلند، صرف تحقیقاتی در زمینه‌های سلامت، توسعه شهری و علوم رایانه خواهد شد.

## نگارخانه

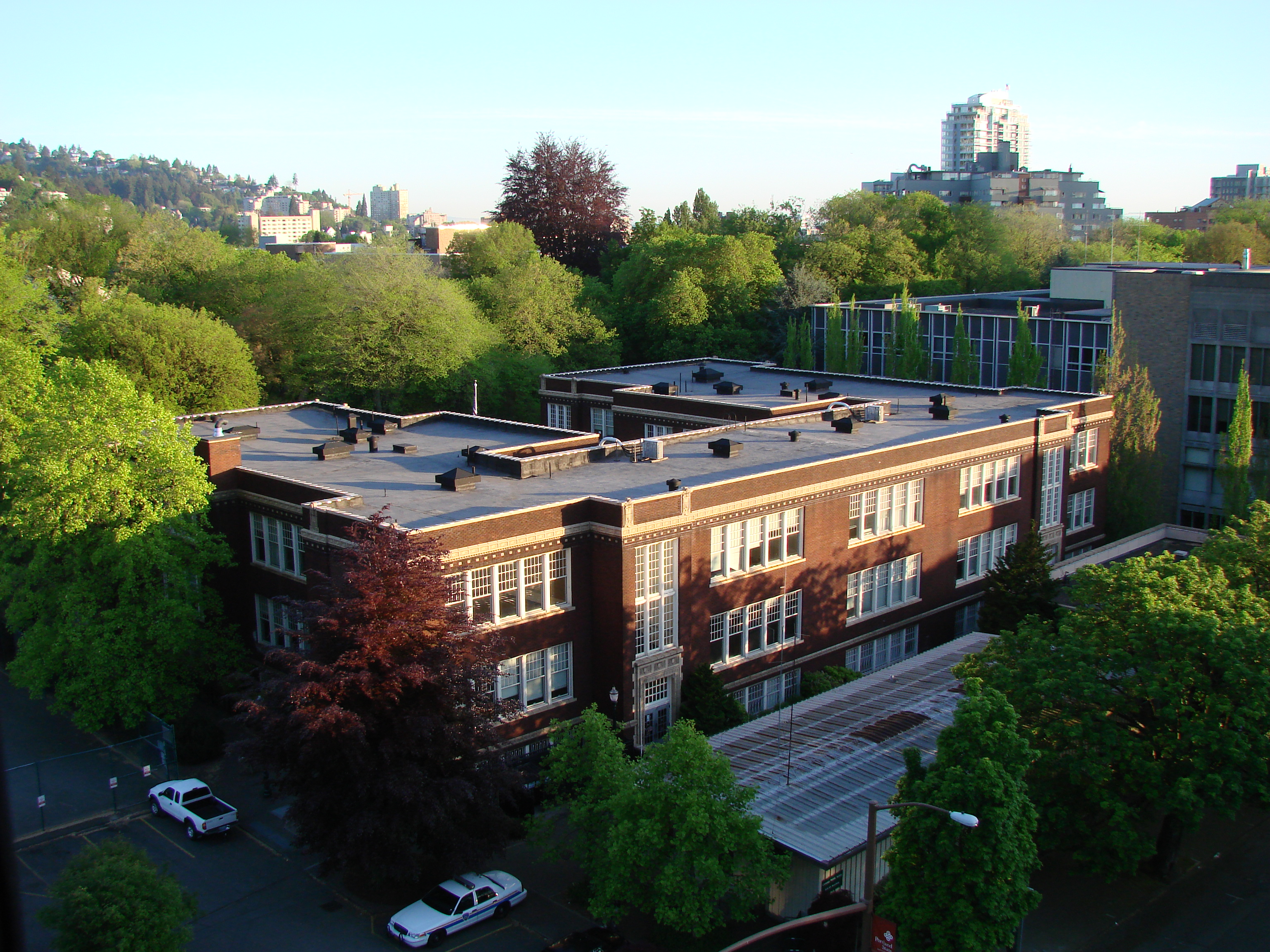
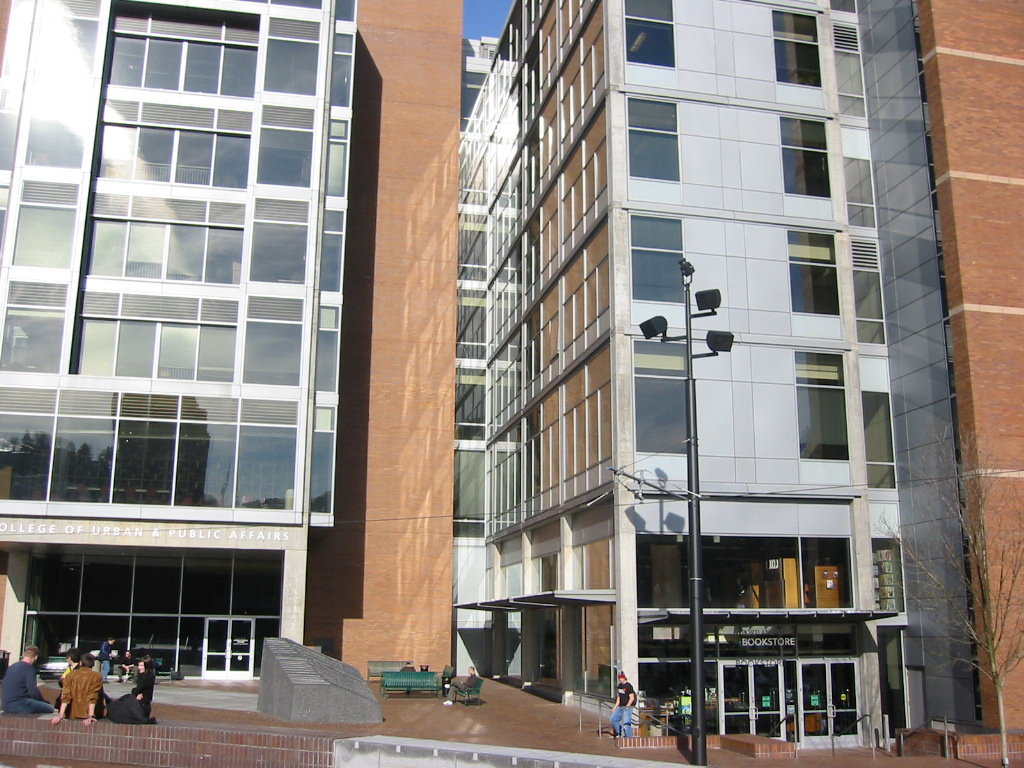
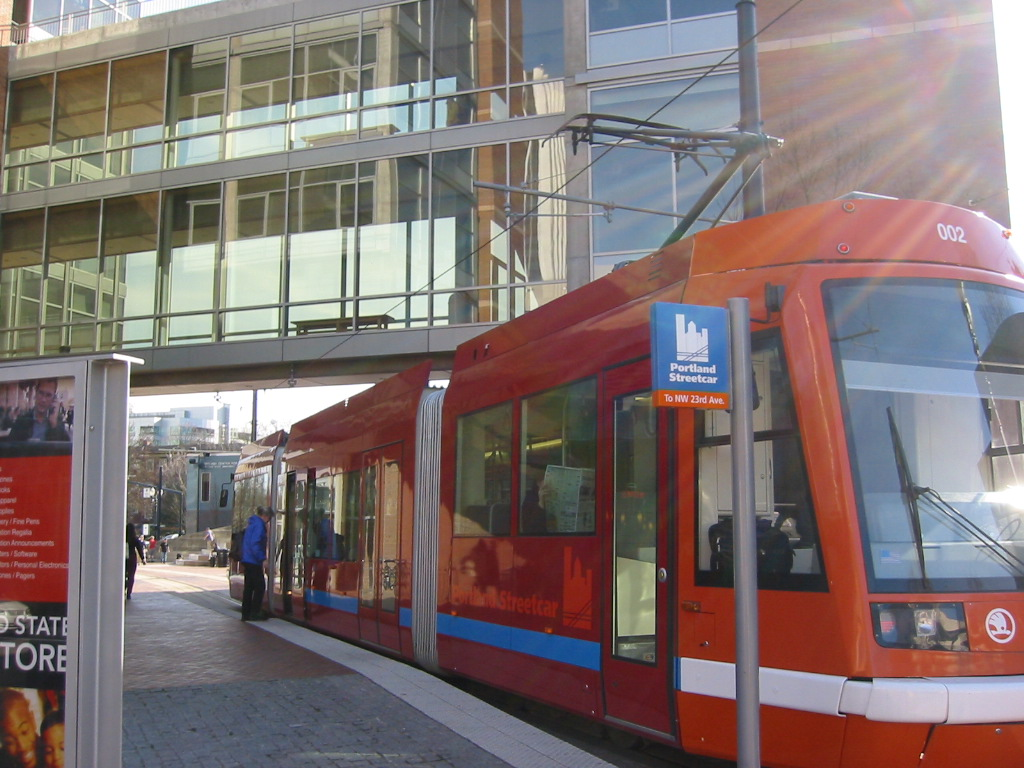
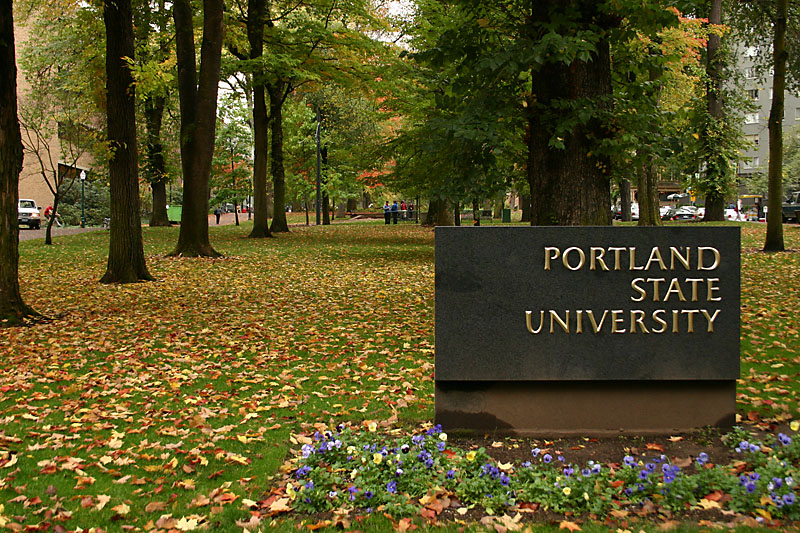